# Histoire générale de Languedoc
La Histoire générale de Languedoc (abreujat HGL), o en català Història general de Llenguadoc, és una obra científica sobre la història de la província del Llenguadoc. N'existeixen tres versions. L'original va ser escrita i publicada durant la primera meitat del segle xviii pels pares benedictins dom Claude Devic i dom Joseph Vaissète. A mitjan segle xix l'obra va ser reeditada i completada en una nova versió d'Alexandre Du Mège. Per acabar, a final del segle xix l'editorial Privat va publicar-ne una darrera versió, supervisada per un equip d'erudits. La HGL, malgrat ser antiquada en molts aspectes, roman una obra de referència gràcies al corpus de textos que s'hi reprodueix, molts dels quals desapareguts el 1790 durant els tumults de la Revolució.

## Història

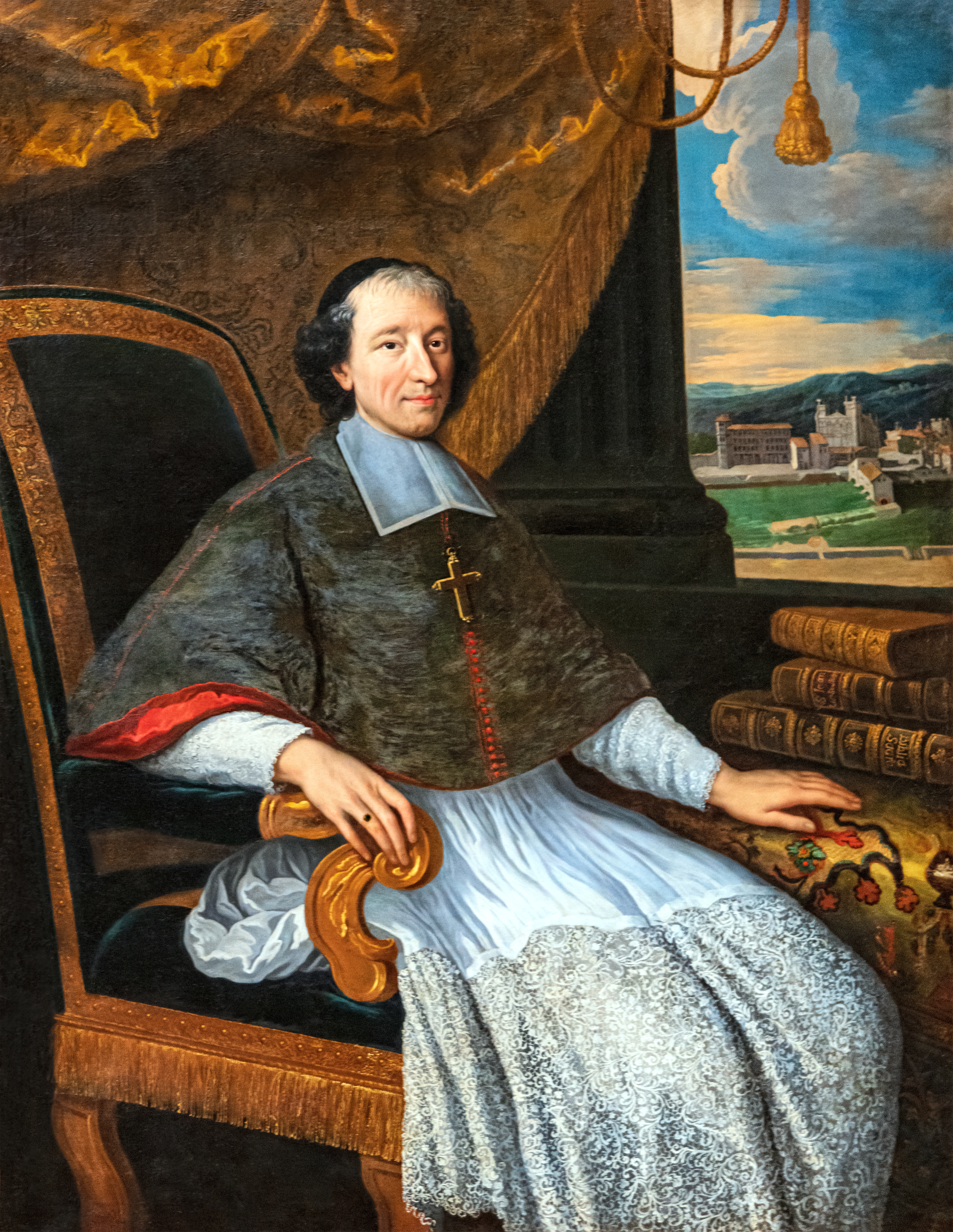
Charles le Goux de la Berchère

L'origen de la Histoire générale de Languedoc es troba en la proposició que va fer l'arquebisbe de Narbona i president dels Estats del Llenguadoc, Charles Le Goux de La Berchère, d'apadrinar una història completa de la província. Le Goux es va dirigir als benedictins de l'abadia de Saint-Germain-des-Prés, que el 1715 van encarregar-ne l'elaboració a Claude Devic i a Joseph Vaissète. La seva tasca es va basar en la recerca de documents als arxius dels Llenguadoc, dispersos entre diferents institucions (castells, esglésies, biblioteuqes privades, monestirs…), i de París (al Trésor des Chartes o a la biblioteca de Colbert). Fruit d'aquestes investigacions, hi ha avui dia 131 volums de documents a la secció de Manuscrits de la Biblioteca nacional de França.

### L'edició original
Els pares benedictins van anar publicant els cinc volums de la primera edició de la HGL entre 1730 i 1745, a la impremta parisenca de Jacques Vincent. Cada volum tenia tres parts: una explicació històrica, seguida de notes erudites i, per acabar, els elements justificatius (les «proves»). Aquesta edició cobreix un període que s'estén des dels orígens, que es recolza en els autors antics, fins al 1643, any de la mort de Lluís XIII.

### Presentació al rei

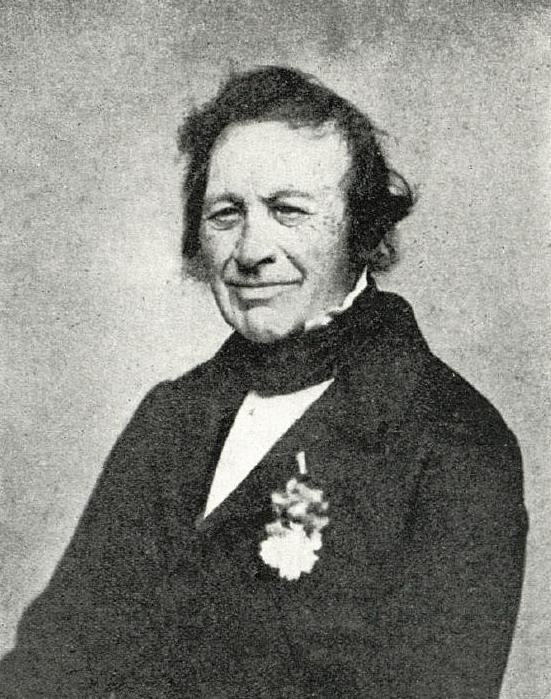
Alexandre Du Mège vers 1862.

Charles Peyronet, historiador del segle xix, ens n'ha fet arribar l'escena: 
| « | L'agost de 1730 diversos membres dels estats del Llenguadoc es van reunir al palau de Versalles, tot esperant una audiència solemne del rei, arribat el dia abans de Compiègne. Hi anaven a presentar, amb les cerimònies habituals, el llibre de tributs i queixes de la província; tanmateix una peculiaritat havia de canviar la uniformitat habitual de la cerimònia: la presentació a Sa Majestat d'un volum en foli, dipositat en els graons del tron, que atreia totes les mirades per la seva esplèndida enquadernació, coberta de fins encaixos que amortien l'esclat dels banys d'or. L'esplendor d'aquest llibre, la pompa extraordinària de la diputació encarregada d'oferir-lo al rei, en nom dels estats, responia a la importància de l'obra històrica i literària que contenia, i el talent dels autors: es tractava del primer volum de la 'Història general de Llenguadoc', el principal autor del qual era un religiós de la congregació de Sant Maur, Dom Vaissete. | » |

### L'edició d'Alexandre Du Mège
Alexandre Du Mège, inspector de les Antiguitats de Tolosa, i l'editor tolosà Jean-Baptiste Paya van reeditar la Histoire générale de Languedoc entre 1840 i 1846. Aquesta edició es considera generalment com a poc fiable i amb errors.

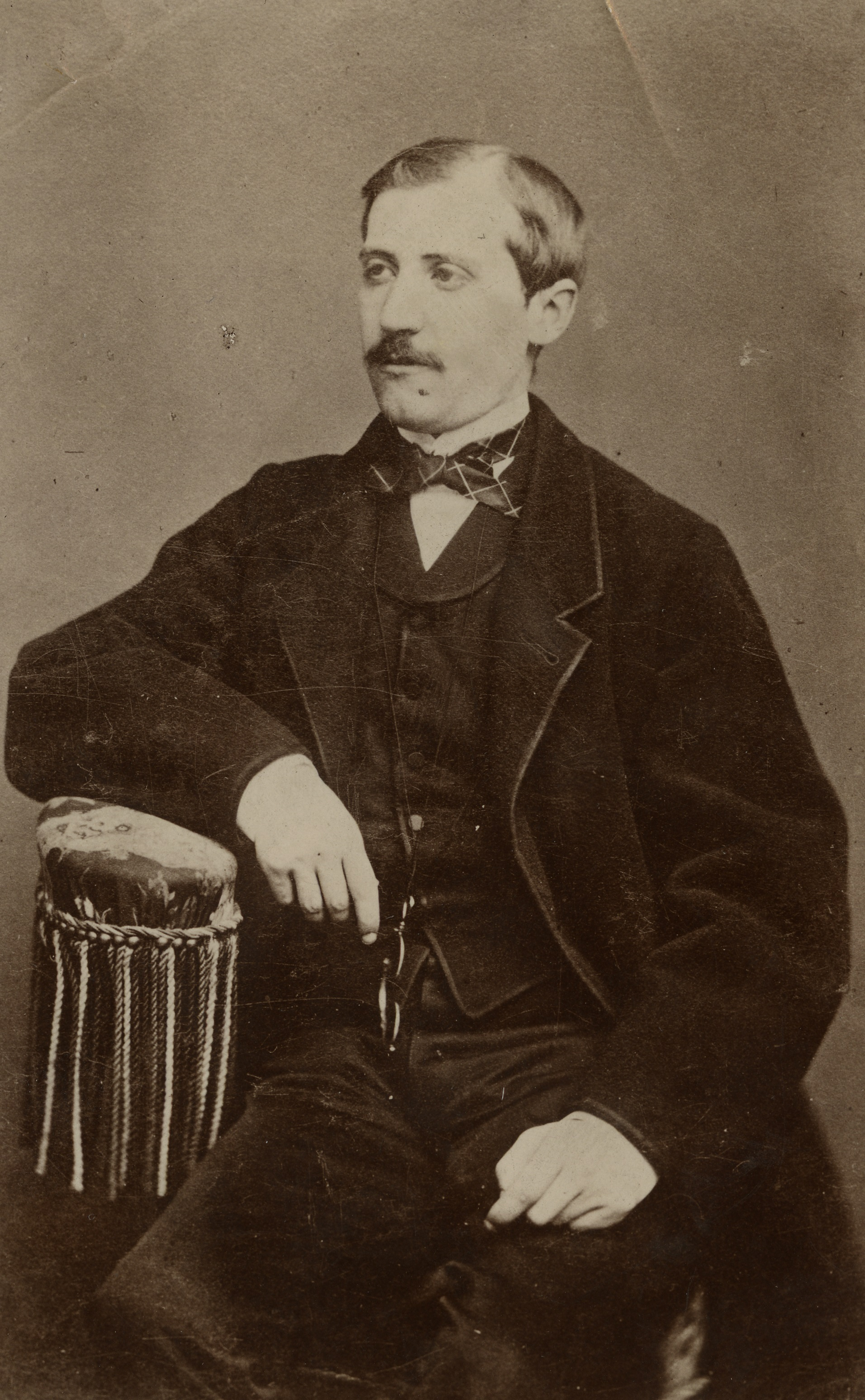
Ernest Rostach, en una fotografia del 1875.

### L'édition Privat
Édouard Privat, llibreter tolosà fundador de l'editorial Privat, successor de l'editorial Paya, va reunir a principi de la Tercera República un equip d'erudits a qui va encarregar una nova edició de la Histoire générale de Languedoc. Sense voler modificar l'estructura de l'original, aquests historiadors en van ampliar substancialment el contingut amb notes, document, una continuació de 1643 a 1790 i un volum sencer consagrat a la història gràfica (volum xvi). Amb aquesta edició es va passar dels cinc volums originals a setze. Cal destacar les aportacions d'Edward Barry, d'Eugène et François Germer-Durand i d'Albert Lebègue en matèria d'inscripcions antigues (volum xv), d'Auguste Molinier pel que fa a l'Edat Mitjana i el començament de l'època moderna i de Joseph Roman pel període que va del començament del regne d'Enric II a la fi del de LLuís XIII. Ernest Roschach va escriure tot sol els volums xiii i xiv, que cobreixen el període entre Lluís XIII i la Revolució francesa.
L'edició de Privat és avui l'edició de referència de la Histoire générale de Languedoc. Ha estat reimpresa per darrer cop el 2003, per la Bibliothèque des Introuvables.

### Edicions de la HGL
L'edició original es troba disponible a Gallica Arxivat 2011-07-20 a Wayback Machine.:
- Volum 1
- Volum 2
- Volum 3
- Volum 4
- Volum 5

L'edició de Du Mège es troba disponible a Gallica:
- Volum 1
- Volum 2
- Volum 3
- Volum 4
- Volum 5
- Volum 6
- Volum 7
- Volum 8
- Volum 9 (volum absent de Gallica, disponible a Internet Archive)
- Volum 10

L'edició Privat es troba disponible a Open Library:
- Volum 1 : fins 877
- Volum 2 : fins 877 (notes i proves)
- Volum 3 : 878-1165
- Volum 4 : 1a part: 878-1165 (notes) i llista dels dignataris eclesiàstics
- Volum 4 : 2a part: llista dels dignataris eclesiàstics (continuació)
- Volum 5 : 878-1165 (proves)
- Volum 6 : 1165-1271
- Volum 7 : 1165-1271 (notes)
- Volum 8 : 1165-1271 (proves)
- Volum 9 : 1271-1443
- Volum 10 : 1271-1443 (notes i proves)
- Volum 11 : 1443-1642
- Volum 12 : 1443-1642 (notes i proves)
- Volum 13 : 1643-1790
- Volum 14 : 1643-1790 (peces justificatives)
- Volum 15 : recull d'inscripcions antigues
- Volum 16 : història gràfica